# Trypanosoma rangeli
Trypanosoma rangeli  – kinetoplast, należący do królestwa protista. Jest pasożytem kręgowców w tym człowieka i jest uważany za niechorobotwórczy. Jest to drugi gatunek świdrowca na terenie Ameryki Łacińskiej pod względem częstotliwości występowania u człowieka. Morfologicznie jest podobny do Trypanosoma lewisi.
Stwierdzono występowanie tego pasożyta u następujących gatunków zwierząt:
- Dydelf północny (Didelphis marsupialis)[2]
- Metachirus nudicaudatus[2]
- Opos szary (Philander opossum)[2]
- Tamandua (Tamandua tetradactyla)[2]
- Cavia procellus[2]
- Oryzomys concolor[2]
- Ostronos rudy (Nasua nasua)[2]
- Hirara (Eira barbara)[2]
- Szop pracz (Procyon lotor)[2]

oraz u naczelnych z rodzajów Cebus, Saimiri, Saguinus.
Forma występująca w krwi obwodowej mierzy 24–36 μm razem z wolną wicią. Błona falująca jest dobrze rozwinięta i pofałdowana. Kinetoplast jest mały kształtu okrągłego, jądro zaś jest położone w środkowej części ciała.
Przenosicielami są Rhodnius pictipes, Rhodnius robustus należące do zajadkowatych (Reduviidae) z rzędu pluskwiaków.
Występuje na terenie Ameryki Środkowej oraz Ameryki Południowej.